# Josef Hasil

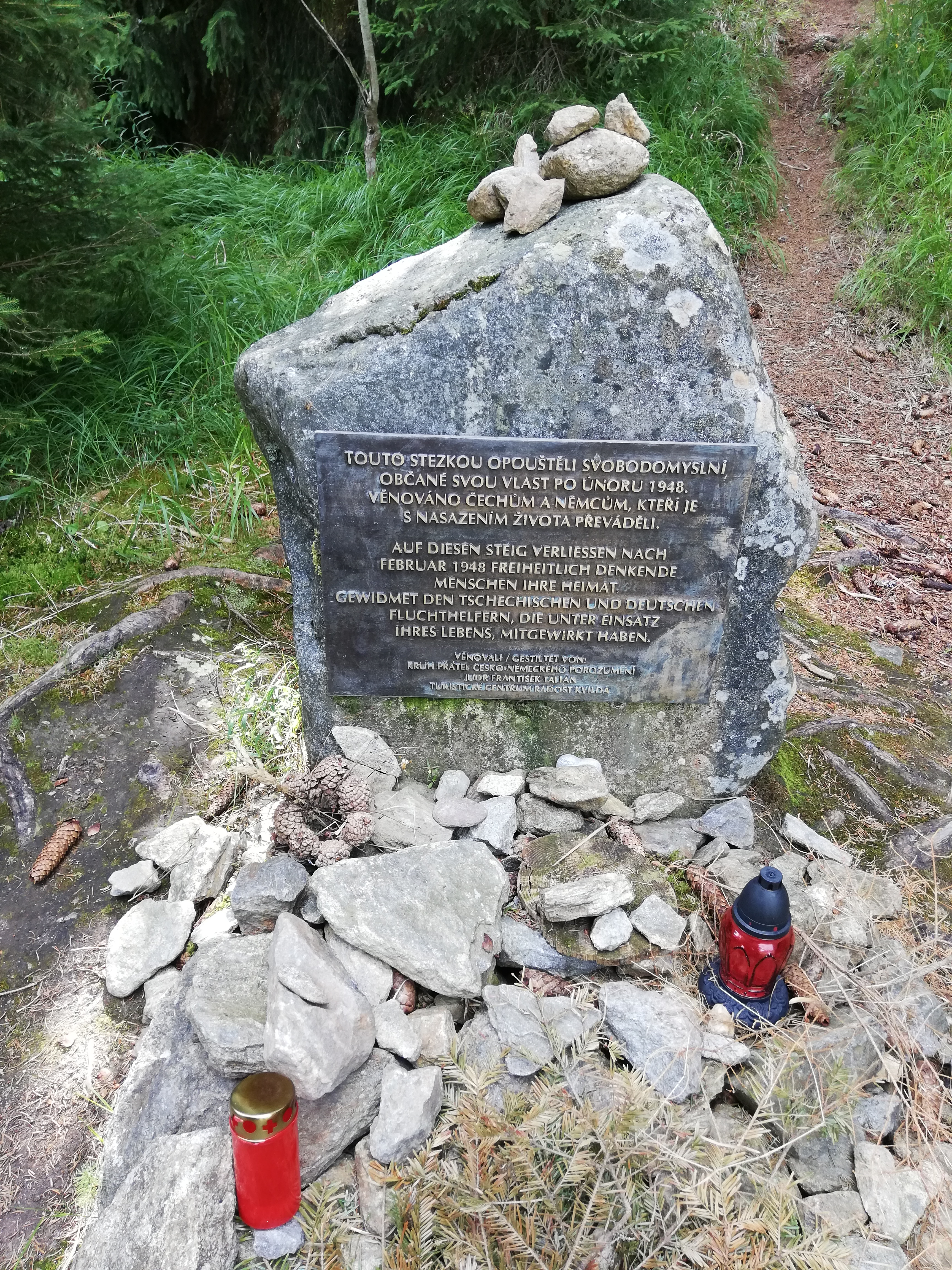
Pomník králům Šumavy

Josef Hasil (8. února 1924 Zábrdí – 15. listopadu 2019 Chicago) byl československý převaděč a později agent americké zpravodajské služby CIC. Pro své schopnosti a svou nepolapitelnost byl označovaný jako Král Šumavy (tak ho ve svých spisech označila Státní bezpečnost).

## Mládí a služba u SNB
Vyrostl ve skromných poměrech v chudé početné šumavské rodině, měl 3 bratry a 4 sestry, o všechny se starala matka. Za druhé světové války byl v Pasově totálně nasazený. V březnu 1945 utekl do Čech a do konce války se skrýval v jeskyni a dělal spojku u partyzánů, konkrétně v partyzánské skupině Šumava II. 
Po válce nastoupil k SNB a v lednu 1948 k pohraničnímu útvaru Zvonková, kde sloužil na hranicích v oblasti česko-německo-rakouského trojmezí. Komunistický převrat v únoru 1948 a záhadné úmrtí Jana Masaryka ho přesvědčily, že stojí na špatné straně, a tak začátkem roku 1948 začal převádět uprchlíky do západní Evropy.

## Zatčení a útěk z vězení
Po neúspěšném přechodu hranice dne 20. října 1948 požádal (v uniformě SNB) u jedné chalupy v Novém Údolí o vodu a zcela vyčerpaný usnul. Obyvatel mezitím zašel pro pomoc na nedalekou stanici SNB a příslušníci SNB si svého člena odvedli. Byl vyslechnut, byla odhalena jeho činnost, byl zatčen a na konci roku 1948 ho za zločin úkladů proti republice odsoudil nechvalně známý soudce a prokurátor Karel Vaš (mj. spoluzodpovědný za justiční vraždu generála Heliodora Píky) na 9 roků vězení.
Nejprve byl vězněn na Borech a později v Českém Jiřetíně, odkud byl s ostatními vězni převážen na práci do uhelných dolů u Mostu. Po půl roce věznění se mu 9. května 1949 s jedním ze spoluvězňů Antonínem Roubalem podařilo utéci a za dramatických okolností se dostal do Západního Německa.

## Agent CIC
V Bavorsku začal pracovat pro americkou zpravodajskou službu CIC (a později CIA) jako agent chodec. Spolu s dalšími agenty, mj. i se svým bratrem Bohumilem (zahynul při přestřelce 13. září 1950) pokračoval v převádění přes hranice – převáděl politické vězně, exministry, poslance, kněze i matky s dětmi. 
V letech 1949–1952 vybudoval především v jižních Čechách rozsáhlou síť stovek spolupracovníků a informátorů. Když byla v roce 1953 postavena železná opona, svou činnost agenta-chodce ukončil a pro americkou rozvědku pracoval již jen v Bavorsku.

## Odchod do USA a život v exilu
V roce 1954 odjel do Spojených států amerických, usadil se v Chicagu, kde žil až do své smrti. CIA už o jeho služby nestála, proto začínal od nuly: myl nádobí, rybařil, pracoval v řeznictví, tesařil, obsluhoval lis. 
Krátce žil v Kanadě, kde chtěl s bratrem Juliem (kterého kdysi také převedl) založit pilu, nakonec začal pracovat jako kreslič pro automobilku General Motors, tuto práci dělal 30 let až do důchodu. 
Po sametové revoluci navštívil Československo, ale natrvalo se nevrátil, zůstal žít ve Spojených státech amerických. Tam ho také přijel navštívit jeho syn Josef (narozený v roce 1949), se kterým se viděl poprvé po více než 40 letech. Dne 28. října 2001 byl prezidentem Václavem Havlem vyznamenán Medailí Za hrdinství.
Po Hasilovi je pojmenována ulice v Praze-Stodůlkách.

## Ohlas v kultuře

### Ve filmu
V Československu byl v roce 1959 natočen film Král Šumavy, který byl volně inspirovaný příběhy skutečných Králů Šumavy Josefa Hasila a Kiliána Nowotnyho.
V roce 2000 byl dokončen dokumentární film Zpráva o Králi Šumavy, jehož režisérka a scenáristka Kristina Vlachová sledovala téma Josefa Hasila dlouhých 30 let.
V roce 2022 vznikla pro televizi první řada seriálu Král Šumavy režiséra Davida Ondříčka s názvem Fantom temného kraje. Druhá řada byla uvedena v roce 2025 pod názvem Agent chodec.

### V literatuře
V roce 2012 vyšel historický román Návrat Krále Šumavy od spisovatele Davida Jana Žáka, který popisuje jeho životní příběh a který čerpá z výpovědí pamětníků, z archivních dokumentů a také z řady dlouhých telefonických rozhovorů, které Žák s Hasilem vedl během celého roku 2011. V roce 2021 byl román natočen v Českém rozhlase České Budějovice jako četba na pokračování.
Románem Návrat Krále Šumavy se ve stejnojmenném komiksovém zpracování inspirovali scenáristé Ondřej Kavalír a Vojtěch Mašek spolu s kreslířem Karlem Osohou. Komiksová minisérie vyšla v podobě tří navazujících dílů: Na čáře (2018), Agent-chodec (2019) a Opona se zatahuje (2020). Dohromady čítá více než 600 tiskových stran a pokrývá období bezmála čtyř dekád.
- Návrat Krále Šumavy – román Davida Jana Žáka z roku 2012
- Návrat Krále Šumavy – komiksová trilogie scenáristů Ondřeje Kavalíra a Vojtěcha Maška a výtvarníka Karla Osohy inspirovaná stejnojmenným románem

1. Na čáře – první díl trilogie z roku 2018
2. Agent-chodec – druhý díl trilogie z roku 2019
3. Opona se zatahuje – závěrečný díl trilogie z roku 2022